# Richard Zimler
Richard Zimler (Roslyn Heights, Nova Iorque, 1 de Janeiro de 1956) é um jornalista, escritor e professor norte-americano naturalizado português. 

## Biografia
Richard Zimler nasceu em Roslyn Heights, um subúrbio de Nova Iorque, em 1956.
É formado em Religião Comparativa pela Universidade de Duke (1977) e mestre em Jornalismo pela Universidade de Stanford (1982). Depois de se formar, trabalhou durante oito anos como jornalista na zona administrativa da Baía de São Francisco. Radicou-se em Portugal em 1990, residindo desde então na cidade do Porto. Deu aulas na Escola Superior de Jornalismo e na Universidade do Porto durante 16 anos, lecionando disciplinas na área do Jornalismo. Obteve a nacionalidade portuguesa em 2002.

## Obra
Zimler tem publicado vários romances, alguns dos quais se tornaram bestsellers em diversos países, e já ganhou prémios como o National Endowment of the Arts Fellowship in Fiction, em 1994, e o Herodotus Award para o melhor romance histórico, em 1998.
Cinco dos seus romances - Meia-Noite ou o Princípio do Mundo, Goa ou o Guardião da Aurora, A Sétima Porta, Os Anagramas de Varsóvia e A Sentinela - foram propostos para o Prémio Literário Interncional IMPAC, um dos mais prestigiados a nível internacional.
A título da obra «Goa ou o Guardião da Aurora» (Le Gardien de L'Aube), foi-lhe atribuído o prémio literário Alberto Benveniste 2009, destinado a romances em língua francesa que se enquadrem no programa do Centro Alberto Benveniste (Estudos Judeo-Sefarditas). Zimler recebeu o galardão no dia 26 de janeiro de 2009, na Sorbonne.
O seu primeiro livro para crianças, lançado em 2009, tem por título «Dança Quando Chegares ao Fim: bons conselhos de amigos animais» e ilustrações de Bernardo Carvalho. O seu segundo livro infantil, lançado em 2011, tem por título «Hugo e Eu e as Mangas de Marte» e é também uma colaboração com Bernardo Carvalho. A sua terceira obra infantil, editado em 2014, tem por título «Se Eu Fosse» e ilustrações de Aurélie de Sousa. A próxima obra, «O cão que comia a chuva» tem ilustrações de Júlio Pomar e venceu o Prémio Bissaya Barreto em 2018. Os seus mais recentes livros para crianças são Na terra dos animais falantes e A cegonha sem vergonha, ambos com ilustrações de Patrícia Figueiredo.  
Em 2009, Zimler escreveu o guião para «O Espelho Lento», uma curta-metragem baseada num dos seus contos. O filme foi rodado em julho de 2009 pela realizadora luso-sueca Solveig Nordlund. Tem como atores principais Gracinda Nave, Marta Peneda e o próprio Zimler. Em maio de 2010, «Espelho Lento» venceu o prémio de melhor drama no sexto festival de curtas-metragens Downtown, de Nova Iorque.
Em janeiro de 2010, o seu romance «Os Anagramas de Varsóvia» foi nomeado «Livro do Ano 2009» pela revista portuguesa Ler e um dos 20 melhores livros da década 2000–2009 pelo jornal diário Público.

### Obras publicadas
- O Último Cabalista de Lisboa (Lisboa: Quetzal Editores, 1996, tradução: José Lima; São Paulo: Companhia das Letras, 1997; adaptação para o português do Brasil: Rosa Freire d'Aguiar) — romance histórico cuja ação decorre em 1506 entre os judeus forçados; as principais personagens pertencem a uma família de cristãos-novos residente em Alfama, cujo patriarca, Abraão Zarco, é iluminador e membro da célebre escola cabalística de Lisboa.[2]
- Trevas da Luz
- Meia-Noite ou o Princípio do Mundo (2003)
- Goa ou o Guardião da Aurora (2005)
- À Procura do Sana (2006)
- A Sétima Porta (2008)
- Confundir a Cidade com o Mar (2008)
- Dança Quando Chegares ao Fim (livro para crianças) (2009)
- Os Anagramas de Varsóvia (2009)
- Ilha Teresa (publicado no Brasil com o título Strawberry Fields Forever) (2011)
- Hugo e Eu e as Mangas de Marte (livro para crianças) (2011)
- A Sentinela (2013)
- Se Eu Fosse (2014) (livro para crianças)
- A Voz do Amor: 72 haiku cabalísticos (2015)
- O Cão que Comia a Chuva (2016) (Livro para crianças) Com imagens de Júlio Pomar, design gráfico de Henrique Cayatte e fotografias de António Pedro Ferreira
- O Evangelho Segundo Lázaro (2016)
- Maria e Danilo e o Mágico Perdido (2018) (Livro para crianças)
- Os dez espelhos de Benjamin Zarco (2018)
- Insubmissos (2020)
- Na terra dos animais falantes (2020) (Livro para crianças)
- A Aldeia das Almas Desaparecidas: Parte I (2022)
- A Cegonha Sem Vergonha (2022) (Livro para crianças)
- A Aldeia das Almas Desaparecidas: Parte II (2023)
- Ernesto: o robô que pintou o sono e a docura (2024) (Livro para crianças)

## Outras actividades profissionais
Em março e abril de 2022, Zimler foi curador de uma exposição de Arte Bruta intitulada Insubmissos. As obras foram feitas pelos utentes do Hospital de Magalhães Lemos no Porto.
Zimler é um dos três escritores que participava na Biblioteca Pública, um programa de Antena1 sobre a literatura. 
O escritor faz parte do Projeto SER (Saúde Mental, Estigma e Resiliência), que tem por objetivo contribuir para o combate ao estigma associado à doença mental, através do diálogo entre ciência, saúde e sociedade.  
Zimler escreveu as letras para um cante alentejano "Em 1620". Foi estreado no Festival Futurama 2023 pelos Cantadores de Beringel. A música é de Ana Santos e Celina da Piedade.

## Vida pessoal
Vive com o físico português Alexandre Quintanilha desde 1978, residindo ambos no Porto desde 1990. Casaram oficialmente em 2010, após a aprovação da lei que permite o casamento entre pessoas do mesmo sexo em Portugal, tendo sido um dos primeiros casais formados por figuras públicas a beneficiar da nova lei do casamento civil.

## Prémios
- Foi premiado em 2012, com o Prémio Arco-íris,[5] da Associação ILGA Portugal, pelos seus vários contributos como ativista, escritor e figura pública publicamente homossexual.

- A Câmara do Porto atribuiu a Medalha de Honra da Cidade a Richard Zimler em Julho de 2017. No deu discurso, o presidente da Câmara, Rui Moreira, disse: "Zimler é como Nasoni ou Eiffel. Como os Niepoort ou os Vanzellleres.  É um portuense que nasceu longe, fazendo o Porto maior, enorme, imenso.  Um Porto que leva consigo nas linhas, nas entrelinhas e nos olhos. Um Porto com mundo.  Sem medo do Universo.  Zimler projeta-nos no Mundo e traz-nos Mundo."

- O livro para crianças, O cão que comia a chuva, venceu o Prémio Bissaya Barreto de Literatura para a Infância/2018.  Segundo o júri, é "um livro de artista em que convivem, magistralmente, duas narrativas -- o texto e as imagens".

- Em 2023, os clientes da Livraria Bertrand votaram o primeiro volume de A Aldeia das Almas Desaparecidas como o melhor livro de ficção estrangeira publicado em 2022.[6]